# Монтеспан (пещера)
Монтеспа́н (фр. Grotte de Montespan) — труднодоступная пещера коридорного типа во Франции (департамент Верхняя Гаронна). Была известна со времён средневековья. Её исследование было начато Норбером Кастере в 1922 году. В пещере найдена вылепленная из глины фигура медведя без головы (её заменял череп медведя, найден поблизости от фигуры). Этот макет («монтеспанский медведь») ориентировочно датируется 35—30 тыс. до н. э. (прежняя датировка временем мадлена признана необоснованной). На фигуре медведя обнаружены следы ударов. На глинистом полу пещеры сохранились следы ног пожилых людей и подростков 13—14 лет, живших в эпоху палеолита. Предполагается, что пещера была местом проведения обрядов инициации. В той же галерее пещеры сохранились фрагменты глиняных фигур других животных. На стенах пещеры были обнаружены выгравированные изображения бизонов и лошадей. В пещерах и Тюк д'Одубер (Французские Пиренеи, департамент Арьеж) нашли обезглавленные змеиные скелеты.